# Jil Is Lucky
 (février 2014).
Si vous disposez d'ouvrages ou d'articles de référence ou si vous connaissez des sites web de qualité traitant du thème abordé ici, merci de compléter l'article en donnant les références utiles à sa vérifiabilité et en les liant à la section « Notes et références ».
Pour les articles homonymes, voir Bensénior.
Jil is Lucky, de son vrai nom Jil Bensénior, né le 10 février 1984 à Nice, est un auteur-compositeur-interprète français d'expression anglaise.

## Biographie
Il commence la guitare à un jeune âge, et se retrouve dès 12 ans à accompagner son frère à la basse dans des bars. Il rencontre ses futurs musiciens à Prague, New York, Berlin et Sidi-bel-Abbès. Ils portent aujourd'hui le nom de The Memphis Deput(i)es. The Wanderer, premier titre du groupe marque la naissance officielle de Jil Is Lucky; ils sortent leur premier maxi en janvier 2008.
La chanson I May Be Late est sélectionnée pour être la musique officielle de la Fête du cinéma 2008.
Après la sortie du maxi, il sort son premier album le 16 mars 2009. En décembre 2009, la chanson The Wanderer est utilisée pour la publicité des parfums Kenzo Flower.
Le groupe commence par jouer dans les petites salles parisiennes puis traverse toute la France en passant par Londres, la Belgique, la Suisse et l'Espagne dans le but de défendre l'album et de se faire connaître. Cette tournée concentrée surtout sur l'année 2010 prend fin le 9 décembre de la même année au Casino de Paris.
Le deuxième album du groupe intitulé In the Tiger's Bed est sorti le 18 février 2013 sur le label indépendant Naïve.
2016 marque l'année du troisième album de Jil Is Lucky : Manon. Pour la première fois, les textes sont écrits en français et racontent une love story sur fond de cordes et de musique 8-bit. Le disque est complété d'une multitude de clips et d'un court métrage tourné en 360° et son multidirectionnel. Une application voit le jour sur Android et iOS permettant une immersion totale.
Le groupe sort en mars 2020 son troisième album off the wall à la suite de la sortie de la chanson « out of Town » en juillet 2019. 
Il contient 10 chansons. Mixé par Renaud Letang. 
En 2024, il sort l'album May The Robots Do It Better,  co produit par Jil is Lucky et Clément Chassaing sur le label Clandestun.

## Membres
Les Memphis Deputies accompagnant Jil sur scène sont quatre :
- La Vega (ou Don Julio de la Vega) (basse, clavier, chœurs), aka Julien Bensénior, frère aîné de Jil, connu également sous le nom de Bensé à la scène.
- Superschneider (guitare, basse, chœurs), aka Steffen Charron, membre du groupe Simple As Pop et est musicien au sein du groupe Landscape et pour Emilie Simon.
- The Steamroller (violoncelle), aka Arnaud Crozatier, membre du groupe Simple As Pop, de Landscape et de Cocoon. Jil l'a rencontré à Prague.
- The Black Rabbi (batterie, percussions, chœurs), aka Antoine Kerninon. Il joue également avec Bensé et Carp. Originaire du Finistère, Antoine était à New-York lorsque Jil a fait appel à lui pour rejoindre le groupe.

## Discographie
ALBUM

### Singles
- 2008 : The Wanderer (publicité pour le parfum Flower by Kenzo de Kenzo).

### Clips
- Le clip de The Wanderer a été réalisé par Benoît Toulemonde[3]. Au premier plan, au tout début, on peut apercevoir le Mont Aiguille situé dans le Trièves.

## Prix et récompenses
En 2010, Jil is Lucky fait partie des 15 lauréats du FAIR, dispositif de soutien aux artistes en « démarrage de carrière » aux côtés de Ben Mazué, Mélanie Pain, Boogers, Hindi Zahra, Féloche, Mustang, Revolver, Nouvel R, Koumekiam, In The Club, Sexy Sushi, Orelsan et Pony Pony Run Run.
En 2008, Jil Is Lucky était l'un des artistes qui ont remporté le prix Paris jeunes talents, remis par la mairie de Paris.